# 太田市立太田小学校
太田市立太田小学校（おおたしりつ おおたしょうがっこう）は、群馬県太田市本町にある公立小学校。

## 学区
行政区表記
- 三丁目
- 四丁目
- 五丁目
- 西本町
- 大門仲町
- 入町
- 双葉町
- 浜町1区
- 浜町2区
- 浜町3区
- 八幡南
- 八幡北
- 八幡西

## 学校周辺
- 群馬県立太田高等学校
- 群馬県立太田女子高等学校
- 太田市立西中学校
- 群馬大学
- 総合太田病院